# Большая Воровская
Большая Воровская (в верховье Правая Воровская) — река на полуострове Камчатка в России.
Длина реки — 167 км. Площадь водосборного бассейна — 3660 км². Протекает по территории Соболевского района Камчатского края. Впадает в Охотское море.
Водосборный бассейн реки на юге с бассейном реки Удова.

## Притоки
(указано расстояние от устья)
- 15 км: река без названия (лв)
- 20 км: Средняя Воровская (лв)
- 30 км: Киумшыч (лв)
- 55 км: Пумшум (пр)
- 55 км: Ушевеш (пр)
- 74 км: Ахохма (лв)
- 92 км: Левая Воровская (пр)
- 105 км: Поперечная (лв)
- 112 км: река без названия (лв)
- Камчатский Ключ (лв)
- 126 км: Перевальная (лв)
- 130 км: Левая (пр)
- 139 км: река без названия (лв)
- 141 км: Широкая Падь (пр)

## Данные водного реестра
По данным государственного водного реестра России относится к Анадыро-Колымскому бассейновому округу.